# Bangladesh Meteorological Department
Das Bangladesh Meteorological Department (BMD, bengalisch বাংলাদেশ আবহাওয়া অধিদপ্তর) ist der staatliche meteorologische Dienst von Bangladesch. Es untersteht dem Verteidigungsministerium.

## Geschichte
Meteorologische Daten aus dem heutigen Bangladesch gehen bis ins 19. Jahrhundert zurück. Alte Daten sind jedoch teils noch nicht digitalisiert. Ein nationaler meteorologischer Dienst besteht seit 1971, dem Jahr in dem Ostpakistan infolge des Bangladesch-Krieges als Bangladesch unabhängig wurde. Seit dem 22. September 1973 ist Bangladesch Mitglied der WMO. Generaldirektor des Bangladesh Meteorological Department ist seit 1. November 2021 Azimur Rahman.

## Aufgaben
Zu den Aufgaben des Bangladesh Meteorological Department gehören als meteorologischer Dienst unter anderem Wettervorhersagen und -warnungen, die Aufzeichnung und Archivierung von Wetter- und Klimadaten und das Betreiben von Wetterstationen. Die Wetterstationen versenden ihre aufgezeichneten Daten an den Hauptsitz der Behörde in Dhaka, wo sie mit Luft- und Satellitenbeobachtungen für die Wettervorhersage kombiniert werden. Darüber hinaus stellt das BMD beispielsweise astronomische Daten, die für den islamischen Kalender benötigt werden, zur Verfügung und führt seismische Messungen zur Beobachtung von Erdbeben und Tsunamis durch.

## Wetterstationen
Das BMD betreibt folgende nach Verwaltungsgebiet (Division) sortierte Wetterwarten sowie automatisierte Wetterstationen. In den historischen Daten bestehen teils Datenlücken rund um den Bangladesch-Krieg.
| Name / Ort         | Division    | Einrichtungsjahr | Koordinaten | Höhe [m] | Stations-ID | WMO-ID |
| ------------------ | ----------- | ---------------- | ----------- | -------- | ----------- | ------ |
| Dhaka              | Dhaka       | 1949             | Lage        | 8,5      | 11111       | 41923  |
| Tangail            | Dhaka       | 1983             | Lage        | 10,2     | 41909       | 41909  |
| Faridpur           | Dhaka       | 1883             | Lage        | 8,1      | 11505       | 41929  |
| Madaripur          | Dhaka       | 1976             | Lage        | 7,0      | 11513       | 41939  |
| Maimansingh        | Maimansingh | 1883             | Lage        | 18,0     | 10609       | 41886  |
| Chattogram Ambagan | Chattogram  | 1937             | Lage        | 33,2     | 41977       | 41977  |
| Chattogram Patenga | Chattogram  | 1937             | Lage        | 5,5      | 11921       | 41978  |
| Cox's Bazar        | Chattogram  | 1908             | Lage        | 2,1      | 11927       | 41992  |
| Chandpur           | Chattogram  | 1964             | Lage        | 4,9      | 11316       | 41941  |
| Kumilla            | Chattogram  | 1883             | Lage        | 7,5      | 11313       | 41933  |
| Feni               | Chattogram  | 1973             | Lage        | 6,4      | 11805       | 41943  |
| Hatiya             | Chattogram  | 1965             | Lage        | 2,4      | 11814       | 41963  |
| Kutubdia           | Chattogram  | 1977             | Lage        | 2,7      | 11925       | 41989  |
| Majidee            | Chattogram  | 1883             | Lage        | 4,9      | 11809       | 41953  |
| Rangamati          | Chattogram  | 1957             | Lage        | 68,9     | 12007       | 41966  |
| Sandwip            | Chattogram  | 1966             | Lage        | 2,1      | 11916       | 41964  |
| Sitakunda          | Chattogram  | 1977             | Lage        | 7,3      | 11912       | 41965  |
| Teknaf             | Chattogram  | 1976             | Lage        | 5,0      | 11929       | 41998  |
| Khulna             | Khulna      | 1921             | Lage        | 2,1      | 11604       | 41947  |
| Jessore            | Khulna      | 1867             | Lage        | 6,1      | 11407       | 41936  |
| Satkhira           | Khulna      | 1877             | Lage        | 4,0      | 11610       | 41946  |
| Chuadanga          | Khulna      | 1986             | Lage        | 11,6     | 41926       | 41926  |
| Mongla             | Khulna      | 1988             | Lage        | 1,8      | 41958       | 41958  |
| Barishal           | Barishal    | 1883             | Lage        | 2,1      | 11704       | 41950  |
| Patuakhali         | Barishal    | 1973             | Lage        | 1,5      | 12103       | 41960  |
| Bhola              | Barishal    | 1965             | Lage        | 4,3      | 11706       | 41951  |
| Khepupara          | Barishal    | 1973             | Lage        | 1,8      | 12110       | 41984  |
| Rajshahi           | Rajshahi    | 1883             | Lage        | 19,5     | 10320       | 41895  |
| Bogura             | Rajshahi    | 1884             | Lage        | 17,9     | 10408       | 41883  |
| Ishurdi            | Rajshahi    | 1963             | Lage        | 12,9     | 10910       | 41907  |
| Rangpur            | Rangpur     | 1883             | Lage        | 32,6     | 10208       | 41859  |
| Dinajpur           | Rangpur     | 1883             | Lage        | 37,6     | 10120       | 41863  |
| Sayedpur           | Rangpur     | 1980             | Lage        | 39,6     | 41858       | 41858  |
| Sylhet             | Sylhet      | 1952             | Lage        | 33,5     | 10705       | 41891  |
| Srimangal          | Sylhet      | 1905             | Lage        | 22,0     | 10724       | 41915  |